# Leopold Stokowski
Leopold Anthony Stokowski (született Antonin Stanisław Bolesławowicz) (London, 1882. április 18. – Hampshire, 1977. szeptember 13.) angol-amerikai karmester és klasszikus zenei rendező. 

## Élete

### Magánélete
Stokowski titkolta a származását és születési évét, és azt állította, hogy a lengyel Krakkó városában született. Apja Pole, anyja Schottin (nem, ahogy gyakran mondják, Irin). Személynevét lengyel nagyapja, Leopold után kapta. 
Stokowski háromszor házasodott; 1927-ig Olga Samaroff zongorista-tanárnővel, 1938-ig Evangeline Johnsonnal, akinek az apja a Johnson & Johnson gyógyszergyártó cég egyik alapítója volt, s akinek tőle két lánya, Sadja és Luba született, majd Gloria Laura Vanderbilt színésznővel élt, akitől két fia, Stanislaus (1950) és Christofer (1952) született. 1938 márciusában Greta Garbo társaságában Capri szigetén üdült. 
Oliver Stokowski német színész az unokája.

### Karrierje és művészete
Az eredetileg orgonista Stokowski lett a 20. század egyik legsikeresebb dirigense. a zenekari hagyományokkal szembeni számos cselekedete ellenére. Tizennégy éves korától a Royal College of Musicon, Londonban tanult, Hubert Parry és Charles Villiers Stanford keze alatt, 1903-ban az oxfordi Queen's College Bachelor of Musicon, majd később Berlinben, Münchenben és Párizsban fejezte be tanulmányait. Londonban és New Yorkban orgonista és karvezető volt, karmesterként 1908-ban, Berlinben debütált. Az áttörés 1909-ben a Cincinnati Szimfonikus Zenekar dirigenseként következett be. Több mint 7000 koncertet adott, és több mint 2000 világpremiert rendezett. A kortársművek terjesztését szokatlanul nagy elhivatottsággal végezte.
Egész életében Hector Berlioz, de különösen Johann Sebastian Bach műveinek, például a Jöjj, édes halál című dal, vagy a híres d-moll toccata és fúga (BWV 565) hangszerelésével szerzett nevet magának, amelyet nagyzenekari köntösben, elsöprő hatással abszolvált. 1969-ben Bach: Passacaglia és fúga zenekari transzkripcióját vezényelte (c-moll BWV 582) a Saarbrückeni Rádió Szimfonikus Zenekarával az ARD-televízió felvételén. 

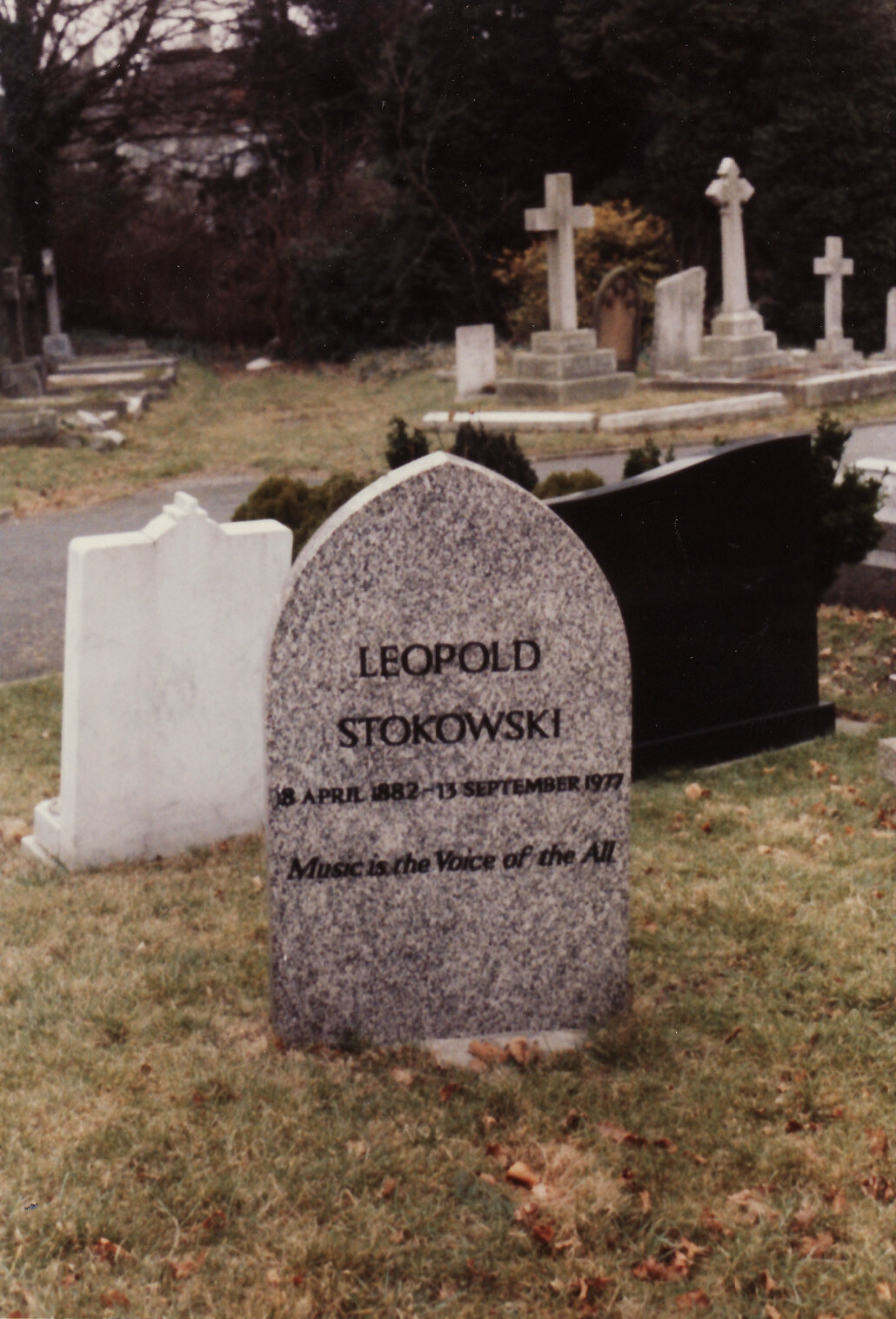
Stokowski sírja a East Finchley temetőben

„Hangvarázslóként” ünnepelték, és a zenei szövegbe vagy az eredeti zenekari elrendezésbe való beavatkozásával, saját, nagyon tipikus zenekari hangjával évtizedeken át elbűvölte közönségét. Ez annak a ténynek köszönhető, hogy egyéni szabadságot adott zenészeinek a vonósok vonókezelése, vagy akár a rézfúvósok lélegzetvétele tekintetében. Szabadkézzel, pálca nélkül vezényelt, drámai fényhatásokkal kísérletezett, és olyan színpadias gesztusairól is híressé vált, mint amikor a partitúrát a padlóra dobta, hogy megmutassa, hogy nincs szüksége rá. Walt Disney Fantázia című filmjében való szereplése legendássá tette. 
A zongorista Glenn Gould szerint Stokowski volt az egyik a kevés karmester közül, akit csodált, és Ludwig van Beethoven 5. Zongoraversenyét vele vette föl. 
A Mi valójában egy karmester? című előadásában megjegyezte: Miért olyan idősek a karmesterek és a tábornokok? Talán azért az örömért, hogy másokra kényszeríthetik az akaratukat.

### Hangfelvételei
Stokowskival 1917–1977 között több mint 700 hangfelvétel készült, amelyekkel elősegítette az LP és a sztereofónia technikai fejlődését.

### Utóélete
1979- ben megalakult a Leopold Stokowski Társaság, amely feladatául Stokowski életművének és emlékezetének megőrzését, valamint számos felvételének megőrzését és újbóli közzétételét tűzte ki.

## Kitüntetései
1927-ben a londoni királyi Filharmonikus Társaság tiszteletbeli tagságával tisztelte meg. 1977-ben a Grammy-díj kuratóriuma Thomas Edisonnal együtt a zene szolgálatáért tüntette ki.

## Filmes megjelenései
- 1936: Az 1937-es Big Broadcast
- 1937: 100 férfi és egy lány
- 1940: Fantázia
- 1947: Carnegie Hall
- 1999: Fantasia 2000 ; megismételték a Fantasia 1940-ből származó sorozatot (A varázslók tanítványa címmel, a főszerepben Mickey egérrel).

## Írások (válogatás)
- Zene mindannyiunk számára . Simon & Schuster, New York, 1943

## Linkek
- Életrajz (angol)
- Leopold Stokowski az IMDb-n
- Greta Garbo és Leopold Stokowski közös romantikát szerzett Olaszországban. , ,

## Fordítás
- Ez a szócikk részben vagy egészben  a   Leopold Stokowski című német Wikipédia-szócikk ezen változatának fordításán alapul.  Az eredeti cikk szerkesztőit annak laptörténete sorolja fel. Ez a jelzés csupán a megfogalmazás eredetét és a szerzői jogokat jelzi, nem szolgál a cikkben szereplő információk forrásmegjelöléseként.